# 文蔚
文蔚（?—1855年），字豹人，号露轩，費莫氏，滿洲正藍旗人。清朝政治人物。
嘉慶己卯举人，二十五年（1820年）進士，選庶吉士，散館授翰林院檢討。累擢至兵部、工部侍郎，兼副都統、內務府大臣。第一次鴉片戰爭時，任參贊大臣，隨揚威將軍奕經赴浙江作戰。長谿嶺戰敗後，退守紹興。戰後，追論戰事失機，褫職下獄。道光二十三年（1843年），釋放，予三等侍衛，充古城領隊大臣。咸豐初年，歷任喀拉沙爾、哈密辦事大臣、駐藏大臣、奉天府尹。五年（1855年），卒。

## 家庭
- 父富兆，官都统；
- 妻赫舍里氏，其父正藍旗滿洲、寧夏將軍富爾嵩阿；胞侄女赫舍里氏，系肃亲王善耆嫡福晋。
- 子志和，咸丰壬子进士，官兵部尚书；
- 女一， 多罗瑞敏郡王奕誌嫡福晋；[1]
- 弟文煜，官武英殿大学士；文懿，道光癸未进士。